# Effet Sagnac

Schéma d'un dispositif possible.

On appelle effet Sagnac le décalage temporel de la réception de deux signaux lumineux tournant en sens inverse autour de la circonférence d'un disque en rotation (par rapport à un référentiel inertiel), quand ils sont émis par un émetteur-récepteur fixé sur ce disque.
L'effet Sagnac a été découvert par Georges Sagnac en 1913. En physique classique, il est interprétable comme une asymétrie de la vitesse des signaux lumineux par rapport à la circonférence du disque en rotation. En physique relativiste, l'effet correspond à l'impossibilité de synchroniser des horloges sur une courbe fermée soumise à la gravitation, ou à une accélération (en cas de rotation).
En 1925, Michelson et Gale mesurèrent la rotation de la Terre grâce à un grand interféromètre en utilisant l'effet Sagnac. Le gyroscope à fibre optique utilisé comme gyromètre est une application directe de l'effet Sagnac.

## Prévision en physique classique
On appelle « effet Sagnac » le décalage temporel de la réception de signaux lumineux « tournant en sens inverse » quand ils sont émis par un émetteur-récepteur fixé sur un disque tournant. En effet, si un émetteur placé sur un disque en rotation envoie deux signaux lumineux contraints de suivre la circonférence du disque, chacun dans un sens, les deux signaux reviennent à l'émetteur après un tour complet mais avec un léger décalage temporel qui dépend de la vitesse de rotation du disque.
En physique classique, ce décalage temporel entre les instants d'arrivée des deux signaux lumineux tournant en sens inverse se calcule comme suit.

Les signaux lumineux partant dans des sens opposés parcourent des distances différentes avant de rencontrer à nouveau l’émetteur qui tourne avec le disque.

Le long de la circonférence d'un disque de rayon R tournant à la vitesse {\displaystyle v=\omega R} (au niveau du rayon R) on fait tourner :
- un rayon lumineux dans le même sens que le disque et, en notant t le temps qu'il met pour rencontrer à nouveau l'émetteur, l'observateur du laboratoire vérifie l'égalité {\displaystyle c.t=2\pi R+\Delta L}, avec {\displaystyle \Delta L=\omega Rt}, d'où {\displaystyle t={{2\pi R} \over {c-\omega R}}}
- un rayon lumineux dans le sens opposé à celui du disque et, en notant t' le temps qu'il met pour rencontrer à nouveau l'émetteur, l'observateur du laboratoire vérifie l'égalité {\displaystyle c.t'=2\pi R-\Delta L'}, avec {\displaystyle \Delta L'=\omega Rt'}, d'où {\displaystyle t'={2\pi R \over c+\omega R}}

Le décalage entre les arrivées des deux signaux lumineux {\displaystyle \delta t={2\pi R \over c-\omega R}-{2\pi R \over c+\omega R}={4\omega \pi R^{2} \over c^{2}-\omega ^{2}R^{2}}\approx {4\omega \pi R^{2} \over c^{2}}} pour une petite vitesse de rotation.
Dans le cadre de la physique classique, ce décalage calculé dans le référentiel inertiel du laboratoire est le même que celui que l'on peut calculer dans le référentiel tournant de l'émetteur-récepteur.

## Prévision en physique relativiste
En relativité, le décalage temporel calculé dans le référentiel du laboratoire n'est pas celui que l'émetteur-récepteur perçoit car il est en mouvement par rapport au laboratoire.
En utilisant la relativité générale, on trouve un décalage qui, en première approximation, est égal à celui calculé dans le référentiel du laboratoire, et ce décalage correspond à la différence de temps qui s'impose entre des horloges quand on essaie de les synchroniser le long d'un contour fermé soumis à la gravitation (ou à une accélération, due par exemple à un mouvement de rotation). Ce décalage peut aussi être interprété comme une différence entre la vitesse de la lumière dans un sens ou l'autre ; sachant que cette vitesse est toujours égale à c quand elle est mesurée en temps propre en chaque point de son parcours, mais ce temps propre ne peut être celui de l'horloge de l'émetteur-récepteur car ici les horloges ne peuvent être synchronisées avec elle.

## Résultats expérimentaux
L'effet a d'abord été constaté et mesuré en analysant les franges d'interférences des signaux lumineux. Depuis, l'utilisation de laser, d'horloges atomiques et d'autres dispositifs, permet d'autres mesures et en particulier la mesure directe du décalage temporel.
En 1913, Sagnac a vérifié les prédictions prérelativistes de l'effet qui porte son nom en utilisant un interféromètre en rotation rapide. Il avait lui-même prédit les résultats ci-dessus dans le cadre de la physique classique. Ce fut aussi le premier résultat expérimental rapporté de ce qui fut nommé l'effet Sagnac.
En 1925, Michelson et Gale mesurèrent la rotation de la Terre grâce à un grand interféromètre.
Depuis les années soixante, des mesures de plus en plus précises ont pu être effectuées grâce à l'emploi des lasers.
Déjà, en 1914, Harzer avait constaté que l'effet subsiste en présence de la réfraction, c'est-à-dire dans un milieu où la lumière va moins vite que {\displaystyle c}.
Pour les ondes électromagnétiques, l'effet a été détecté pour les ondes radioélectriques et les rayons X.
Pour la matière, c'est-à-dire pour les ondes de de Broglie et les particules associées, l'effet a également été détecté :
- en 1965 par Zimmermann et Mercerau avec des paires de Cooper[4] ;
- pour des particules neutres[5] :
  - en 1979[6],[7] puis en 1984[8] avec des neutrons[4] ;
  - en 1991[9],[10] avec des atomes de calcium 40[4] ;
- pour des particules libres chargées[5] :
  - en 1993[11],[12] avec des électrons[4] ;
- pour des superfluides[5] :
  - en 1997[13],[14] avec de l'hélium 4 puis en 2001[15],[16] avec de l'hélium 3 ;
  - en 2013[17],[18] avec un condensat de Bose-Einstein.

### Prédictions prérelativistes
L'effet Sagnac n'est pas prédictible dans le cadre de la théorie corpusculaire de la lumière d'Isaac Newton. Il a été prédit, pour les ondes lumineuses, avant l'avènement de la relativité restreinte, dans le cadre de la théorie de l'éther. Le physicien britannique Oliver Lodge (1851-1940) est le premier à le prévoir, dès 1893,, pour un interféromètre entraîné par la rotation de la Terre puis en 1897, pour un interféromètre monté sur un plateau tournant. Par la suite, le physicien américain Albert A. Michelson (1852-1931) en 1904 puis le physicien français Georges Sagnac (1869-1928) en 1911 prévoient tous deux l'effet, toujours dans le cadre de la théorie de l'éther.

### Prédécouverte
L'effet Sagnac est parfois dit « effet Harress-Sagnac » car il s'est avéré avoir été observé pour la première fois en 1909-1911 par Franz Harress dans une expérience de Fizeau. Harress n'a pas su expliquer les causes du déplacement des franges d'interférence qu'il observait. En 1914, l'astronome allemand Paul Harzer (1857-1932) rediscute les résultats de l'expérience de Harress et montre qu'elle met en évidence l'effet Sagnac, avec une plus grande précision que celle obtenue par Sagnac.

### Réinterprétation relativiste
Dès 1911, le physicien allemand Max von Laue (1879-1960) relève que la relativité restreinte prédit elle aussi l'effet,. Par la suite, von Laue lui-même en 1920, — au premier ordre en v / c — puis le physicien français Paul Langevin (1872-1946) en 1921, et en 1937, reprennent la démonstration de l'effet en relativité restreinte.
L'effet Sagnac est généralement considéré comme un effet de la relativité restreinte,,,,. En effet, d'une part, l'effet Sagnac est un effet « purement relativiste », ; et, d'autre part, l'effet est « purement cinématique » : il n'est pas lié à la gravitation, ; ainsi, la relativité restreinte suffit pour prédire exactement l'effet : il n'est pas nécessaire de se placer dans le cadre de la relativité générale.

### Rotation de la Terre
L'effet Sagnac dû à la rotation de la Terre a été mesuré avec des interféromètres à ondes de matière :
- en 1979 par Werner et al. avec des neutrons[40] ;
- en 1997 par Lenef et al. avec des atomes de sodium (Na)[40] ;
- en 1997 puis en 2000 par Gustavson et al. avec des atomes de césium (Cs)[40] ;
- en 2006 par Canuel et al. avec des atomes de césium (Cs) refroidis[40].

### Résultats expérimentaux récents
Au lieu de mesurer la vitesse apparente des signaux, on peut tenter de mesurer la vitesse de la lumière localement, directement, comme on le fait sans rotation.
Des expériences ont en effet été menées afin de déterminer s'il y avait une anisotropie dans un repère en rotation. En voici quelques-unes effectuées de différentes manières (sources et récepteurs en rotation ou immobiles, mesures sur un aller simple ou un aller-retour).
- Cialdea utilise deux laser multi-modes montés sur une table en rotation et regarde les variations de leur figure d'interférence lorsque la table est mise en rotation. Il obtient une limite supérieure à l'anisotropie de 0,9 m/s.
- Krisher utilise deux masers à hydrogène fixés au sol et séparés par un lien en fibre optique de 21 kilomètres et regarde les variations entre leur phase. Il obtient une limite supérieure à l'anisotropie de 100 m/s.
- Champeney utilise un amortisseur de Moessbauer en rotation et un détecteur fixe pour donner une limite supérieure à l'anisotropie de 3 m/s.
- Turner utilise une source en rotation et un détecteur de Moessbauer fixe pour donner une limite supérieure à l'anisotropie de 10 m/s.
- Gagnon, Torr, Kolen, et Chang ont effectué un test de l'anisotropie avec un guide d'ondes. Leurs résultats négatifs sont cohérents avec la relativité restreinte.

## Applications
Le gyromètre à fibre optique est une application directe de l'effet Sagnac.

#### Manuels d'enseignement supérieur
- [Deruelle et Uzan 2018] (en) Nathalie Deruelle et Jean-Philippe Uzan (trad. du français par Patricia de Forcrand-Millard), Relativity in modern physics [« Théories de la relativité »], Oxford, OUP, coll. « Oxford graduate texts », août 2028, 1re éd., XI-691 p., 17,1 × 24,6 cm (ISBN 978-0-19-878639-9, EAN 9780198786399, OCLC 1109749749, BNF 45570670, DOI 10.1093/oso/9780198786399.001.0001, Bibcode 2018rmp..book.....D, S2CID 126350606, SUDOC 229944329, présentation en ligne, lire en ligne).

#### Publications historiques

##### Oliver Lodge
- [Lodge 1893] (en) Oliver J. Lodge, « Aberration problems – a discussion concerning the motion of the ether near the Earth, and concerning the connexion between ether and gross matter ; with some new experiments », Philosophical Transactions of the Royal Society A: Mathematical, Physical and Engineering Sciences, vol. 184,‎ 1893, p. 727-804 (OCLC 8582190677, DOI 10.1098/rsta.1893.0015, JSTOR 90630, Bibcode 1893RSPTA.184..727L, S2CID 121534548, résumé, lire en ligne  [PDF]).

##### Georges Sagnac
- [Sagnac 1913a] Georges Sagnac, « L'éther lumineux démontré par l'effet du vent relatif d'éther dans un interféromètre en rotation uniforme », Comptes rendus hebdomadaires des séances de l'Académie des sciences, t. 157,‎ 1913, p. 708-710 (lire sur Wikisource, lire en ligne).
- [Sagnac 1913b] Georges Sagnac, « Sur la preuve de la réalité de l'éther lumineux par l'expérience de l'interférographe tournant », Comptes rendus hebdomadaires des séances de l'Académie des sciences, t. 157,‎ 1913, p. 1410-1413 (lire sur Wikisource, lire en ligne).

##### Max von Laue
- [Laue 1911] (de) Max von Laue, « Über einen Versuch zur Optik der bewegten Körper », Sitzungsberichte der mathematisch-physikalischen Klasse der k. b. Akademie der Wissenschaften zu München, vol. 41, no 2,‎ mai-juillet 1911, p. 405-411 (OCLC 162757538, BNF 32353321, lire en ligne  [PDF]).  — daté de juin 1911 et présenté par Arnold Sommerfeld à la séance du 1er juillet 1911.
- [Laue 1920] (de) Max von Laue, « Zum Versuch von F. Harreß », Annalen der Physik, vol. 367 (4e série, vol. 62), no 13,‎ 1920, p. 448-463 (OCLC 4650571000, DOI 10.1002/andp.19203671303, Bibcode 1920AnP...367..448L, S2CID 122664898, lire en ligne  [PDF]).  — daté de décembre 1919 et reçu le 21 janvier 1920.

##### Paul Langevin
- [Langevin 1921] Paul Langevin, « Sur la théorie de la relativité et l'expérience de M. Sagnac », Comptes rendus hebdomadaires des séances de l'Académie des sciences, t. 173, no 19,‎ 1921, p. 831-834 (lire en ligne  [PDF]).  — présenté à la séance du 7 novembre 1921.
- [Langevin 1937] Paul Langevin, « Sur l'expérience de Sagnac », Comptes rendus hebdomadaires des séances de l'Académie des sciences, t. 205, no 5,‎ 1937, p. 304-306 (lire en ligne  [PDF]).  — présenté à la séance du 2 août 1937.

#### Expériences
- [Atwood et al. 1984] (en) D. K. Atwood, M. A. Horne, C. G. Shull et J. Arthur, « Neutron phase shift in a rotating two-crystal interferometer », Phys. Rev. Lett., vol. 52, no 19,‎ 7 mai 1984, p. 1673 (DOI 10.1103/PhysRevLett.52.1673, résumé).
- [Hasselbach et Nicklaus 1993] (en) Franz Hasselbach et Marc Nicklaus, « Sagnac experiment with electrons : observation of the rotational phase shift of electron waves in vacuum », Phys. Rev. A, vol. 48, no 1,‎ juillet 1993, p. 143 (DOI 10.1103/PhysRevA.48.143, résumé).
- [Riehle et al. 1991] (en) F. Riehle, Th. Kisters, A. Witte, J. Helmcke et Ch. J. Bordé, « Optical Ramsey spectroscopy in a rotating frame : Sagnac effect in a matter-wave interferometer », Phys. Rev. Lett., vol. 67, no 2,‎ 8 juillet 1991, p. 177 (DOI 10.1103/PhysRevLett.67.177, résumé).
- [Schwab et al. 1997] (en) Keith Schwab, Niels Bruckner et Richard E. Packard, « Detection of the Earth's rotation using superfluid phase coherence », Nature, vol. 386,‎ 10 avril 1997, p. 585-587 (DOI 10.1038/386585a0, résumé).
- [Simmonds et al. 2001] (en) R. W. Simmonds, A. Marchenkov, E. Hoskinson, J. C. Davis et R. E. Packard, « Quantum interference of superfluid 3He », Nature, vol. 412,‎ 5 juillet 2001, p. 55-58 (DOI 10.1038/35083518, résumé).
- [Werner et al. 1979] (en) S. A. Werner, J.-L. Staudenmann et R. Colella, « Effect of Earth's rotation on the quantum mechanical phase of the neutron », Phys. Rev. Lett., vol. 42, no 17,‎ 23 avril 1979, p. 1103 (DOI 10.1103/PhysRevLett.42.1103, résumé).
- [Wright et al. 2013] (en) K. C. Wright, R. B. Blakestad, C. J. Lobb, W. D. Phillips et G. K. Campbell, « Driving phase slips in a superfluid atom circuit with a rotating weak link », Phys. Rev. Lett., vol. 110, no 2,‎ 11 janvier 2013, article no 025302 (DOI 10.1103/PhysRevLett.110.025302, résumé).